# IC 821
IC 821 је спирална галаксија у сазвјежђу Береникина коса која се налази на листи објеката дубоког неба у Индекс каталогу.
Деклинација објекта је + 29° 47' 16" а ректасцензија 12h 47m 26,1s. Привидна величина (магнитуда) објекта IC 821 износи 13,8 а фотографска магнитуда 14,6. IC 821 је још познат и под ознакама UGC 7957, MCG 5-30-83, CGCG 159-76, KUG 1245+300, PGC 43161.